# Mã Ngọc
Mã Ngọc (phồn thể:馬鈺, giản thể:马钰, 1123 - 7/1/1184), nguyên danh là Tùng Nghĩa (從義), tự Nghi Phủ (宜甫), hiệu xưng là Mã Bán Châu (马半洲), ông là người Ninh Hải (nay là Mưu Bình, tỉnh Sơn Đông). Năm 1167, khi Vương Trùng Dương tới huyện Ninh Hải truyền đạo, ông cùng vợ là Tôn Bất Nhị đã quy y. Sau khi theo đạo, ông đổi tên thành Ngọc (鈺) và tự là Huyền Bảo (玄寶), hiệu Đan Dương Tử. Ông là chưởng môn thứ hai của Toàn Chân giáo, sau Vương Trùng Dương. Ông có đạo hiệu là Đan Dương Tử, vì thế còn được gọi là Mã Đan Dương.  Ông cùng năm vị sư đệ và một vị sư muội (Tôn Bất Nhị) lập thành bảy đạo sĩ của Toàn Chân Thất Tử. Chi phái nhỏ do ông sáng lập ra gọi là "Ngộ Tiên phái". Các tác phẩm của ông còn lưu giữ được là Thần quang xán và Động huyền kim ngọc tập gồm 10 quyển.
Nguyên Thế Tổ sau này phong ông là "Đan Dương Bão Nhất Vô Vi Chân Nhân" (丹陽抱一无为真人), đến thời Nguyên Vũ Tông phong thêm thành "Đan Dương Bão Nhất Vô Vi Phổ Hoá Chân Quân" (丹阳抱一无为普化真君).

## Tiểu thuyết hóa
Mã Ngọc được Kim Dung hình tượng hóa trong các tiểu thuyết như Xạ điêu anh hùng truyện, Thần điêu hiệp lữ cũng như trong Võ Lâm Ngũ Bá, một tiểu thuyết dựa Kim Dung.

## Thông tin thêm
Mã Ngọc và Tôn Bất Nhị có với nhau 3 đứa con. Thông tin về con của họ không được nhắc tới nhiều.

## Phim ảnh
- Anh hùng xạ điêu

Thang Cẩm Đường (1976),
Trương Anh Tài (1983),
Hoàng Quán Hùng (1988),
Quảng Tá Huy (1994),
Lý Tâm Mẫn (2003),
Dương Nghệ (2008),
Vương Lực (2017),
- Thần điêu hiệp lữ